# Bethau
Bethau è una frazione della città tedesca di Annaburg.